# Aguiar
Aguiar  este un oraș în Paraíba (PB), Brazilia.